# إنتاجات آبي
إنتاجات آبي، هي شركة كويتية متخصصة في إنتاج المحتوى السينمائي والإعلامي لمنطقة الشرق الأوسط وشمال أفريقيا، حيث تأسست عام 2019 على يد الشيخة أبرار خالد الصباح، وتهدف إلى تطوير صناعة المحتوى الإبداعي في المنطقة من خلال إنتاج أعمال سينمائية وتلفزيونية عالية الجودة تعكس الهوية العربية وتلبي تطلعات الجمهور في العالم العربي.

## التاريخ
تأسست شركة إنتاجات آبي للإنتاج الإعلامي عام 2019 على يد رائدة الأعمال الكويتية الشيخة أبرار خالد الصباح، حيث حقق مسلسل بتوقيت مكة عام 2021 أعلى نسب مشاهدة خلال رمضان على شاهد (منصة)، كأول عمل درامي يُصور داخل الحرم المكي الشريف. وواصلت الشركة نجاحاتها بمسلسلي ماما أمينة (2021) ونصيب 9 (2022) اللذين تصدرا قائمة الأعلى مشاهدة على المنصة ذاتها، بينما تصدر مسلسل منزل 12 (2023) الذي جمع نجوم الدراما الخليجية قوائم المشاهدة على المنصات الرقمية الدولية والقنوات الخليجية والعربية مثل مجموعة إم بي سي وروتانا وشاهد (منصة) وتلفزيون دبي. كما حقق مسلسل سقطة سهوان (2023) الذي تناول واقعاً اجتماعياً بإطار كوميدي خفيف مراكز متقدمة بين الأعلى مشاهدة على منصات التواصل الاجتماعي، مما عزز مكانة الشركة كواحدة من أبرز منتجي المحتوى الدرامي الرمضاني في المنطقة.

## العمليات
تعمل الشركة بالشراكة مع قنوات تلفزيون الشارقة وتلفزيون دبي وأي تي في وشاهد (منصة) ومجموعة إم بي سي و توود وعوان وسما دبي والتلفزيون السعودي، كما أقامت تعاونات مع عدة شركات إنتاج في دول مجلس التعاون الخليجي مثل بيست برودكشن (الكويت) واف بي سي برودكشن (البحرين) وبرايت لينز ميديا (المملكة العربية السعودية)، مما يعكس شبكة علاقاتها الواسعة في مجال الإنتاج الإعلامي بالمنطقة.

## فيلموغرافيا
| السنة | اسم المسلسل                                 | المخرج                    | المنصة/القناة | النوع                  |
| ----- | ------------------------------------------- | ------------------------- | --- | ---------------------- |
| 2021  | بي توقيت مكة                                | مناف عبدال                | مجموعة إم بي سي، شاهد.نت | دراما، اجتماعي         |
| 2021  | ماما أمينة                                  | محمد راشد الحملي          | مجموعة إم بي سي، شاهد.نت | دراما، اجتماعي، عائلي  |
| 2022  | حضرة المواقف                                | خالد جمال                 | إم بي سي، أي تي في ، شبكة أوربت شوتايم، تلفزيون الشارقة، سما دبي، شاهد.نت، فوكليب، ود الخليج، إي آند، سويتش تي في، اتصالات مصر، موبايلي، ستارز بلاي                 | دراما، اجتماعي         |
| 2022  | زواج إلى رابع                               | نعمان حسين                | مجموعة إم بي سي، أي تي في ، SBA، شاهد.نت، فوكليب | دراما، اجتماعي، كوميدي |
| 2022  | لُعبة السعادة                                | جمعان الرعوي              | غير معروف | دراما، اجتماعي، كوميدي |
| 2022  | نهاية شارع 9 الموسم 1 نهاية شارع 9 الموسم 2 | حسين أبو الخير، خالد جمال | مجموعة إم بي سي، شاهد.نت | دراما، اجتماعي         |
| 2022  | مشارع العشاق                                | سعود النجدي               | يوتيوب | كليب                   |
| 2023  | منزل 12                                     | مناف عبدال                | مجموعة إم بي سي، تلفزيون الكويت، أي تي في ، روتانا دراما، روتانا خليجية، تلفزيون البحرين، قناة الظفرة، تلفزيون عمان الثقافي، قناة الشارقة كلباء، شاهد.نت، ود الخليج | دراما، اجتماعي، عائلي  |
| 2023  | سقطة سهوان                                  | علي بدر رضا               | تلفزيون الكويت، أي تي في ، فوكليب، ود الخليج | دراما، كوميدي          |